# Rhynchosia precatoria
Rhynchosia precatoria es una especie de planta hierba enredadera perteneciente a la familia de las leguminosas (Fabaceae), conocida como ojo de perico (español), crab-eyes, rosary snoutbean (inglés). 

## Otros nombres comunes en español
Frijolillo (Veracruz), peonía (Jalisco, San Luís Potosí), negritos (Guerrero, Jalisco, San Luís Potosí), colorín chiquito (Morelos, Guerrero, Durango, Oaxaca), ojos de cangrejo (Guerrero, Morelos), pulguitas (Guerrero, Oaxaca), ojo de zanate (Sinaloa), fríjol de chintlatahua (Oaxaca, Reko), colorincito, ojo de chanata (Durango, Patoni), ojitos de picho (Tabasco, Rovirosa); fruta de pitillo (Guatemala, Honduras); peronilla (Colombia); bejuco de paloma, peronías (Puerto Rico) (Standley, 1920-1926);  punche (Nicaragua) (Crowder, 2001).

## Nombres comunes en idiomas indígenas de México
Atecuixtli (Nahuatl), senecuilche, xenecuilche, pipilzintli; purensapichu (Michoacán, Tarascan, León) (Standley, 1920-1926).

## Origen y distribución geográfica
Área de origen: Desde México hasta Colombia (Flora de Nicaragua, McVaugh, 1987). 
Distribución en México: De Sonora a San Luís Potosí a Veracruz y Oaxaca (Standley, 1920-1926); Baja California, Sonora, Chihuahua, Sinaloa, Nayarit, Jalisco, Colima, Michoacán, Guerrero, México, Morelos, Oaxaca, Veracruz, San Luís Potosí y Chiapas (McVaugh, 1987).

## Características
Es una hierba enredadera con hojas trifoliadas y márgenes lisos, con un peciolo más o menos largo; los frutos no son muy largos (ca. 1.5-2.5 cm), comprimidos, constrictos entre las semillas, con 1-2 semillas y se abren a lo largo de una sutura longitudinal, las flores son amarillas con la estandarte café-morada, un poco menos que 1 cm de largo y se encuentran en una inflorescencia racimosa de 2.5 a 6 cm de largo. Las estípulas son libres. El cáliz tiene dientes más o menos del mismo largo que el tubo, y pelos glandulosos. Hay algunas otras especies de leguminosas que tienen frutos rojas y negras, pero son de otro tamaño o forma, y pertenecen a plantas con un hábito muy distinto.  
Frutos de 1.5 a 2 cm de largo por 0.6 a 0.9 cm de ancho, estrigosos, tricomas argénteos, café claros, con rostro (punta delgada, endurecida y prolongada como el pico de un ave) de 1 a 3 mm de largo; semillas ovoides (con forma de huevo) de 5 a 8 mm de largo por 4 a 6 mm de ancho, rojas con negro en la punta, hilo (cicatriz que indica la unión entre la semilla y planta madre) linear a ovado de 2 a 3 mm de largo, lóbulos del estrofíolo (protuberancia cerca del hilo) lineares.

## Hábitat
Es una especie de sitios perturbados, pero también de pastizales, bosques abiertos, colinas secas, matorrales y bosques de galería (McVaugh, 1987).

## Toxicidad
En las semillas de R. precatoria (al igual que en el caso de las leguminosas Abrus precatorius) está presente una lectina muy tóxica. Las lectinas pueden provocar que los glóbulos rojos se agrupen (se aglutinen) y pueden estimular la división celular anormal en los linfocitos B y T quiescentes. Si se mastican las semillas puede provocar la muerte.